# Olympische Jugend-Winterspiele 2024/Teilnehmer (San Marino)
| Gelbes Symbol für Goldmedaillen mit stilisierten Olympischen Ringen | Graues Symbol für Silbermedaillen mit stilisierten Olympischen Ringen | Braundes Symbol für Bronzemedaillen mit stilisierten Olympischen Ringen |
| ------------------------------------------------------------------- | --------------------------------------------------------------------- | ----------------------------------------------------------------------- |
| —                                                                   | —                                                                     | —                                                                       |

San Marino nahm mit einem Athleten an den Olympischen Jugend-Winterspielen 2024 in der südkoreanischen Provinz Gangwon teil.

## Teilnehmer nach Sportart

### Ski Alpin
| Athleten       | Wettbewerb   | Lauf 1  | Lauf 1 | Lauf 2      | Lauf 2 | Gesamt      | Gesamt |
| Athleten       | Wettbewerb   | Zeit    | Rang   | Zeit        | Rang   | Zeit        | Rang   |
| -------------- | ------------ | ------- | ------ | ----------- | ------ | ----------- | ------ |
| Männer         |              |         |        |             |        |             |        |
| Mattia Beccari | Riesenslalom | DNF     | DNF    | DNF         | DNF    | DNF         | DNF    |
| Mattia Beccari | Slalom       | 57,52 s | 55     | 1:06,06 min | 37     | 2:03,58 min | 37     |